# Hofarnsdorf
Hofarnsdorf ist eine Ortschaft der Marktgemeinde Rossatz-Arnsdorf im Bezirk Krems-Land in Niederösterreich. Die Ortschaft hat 83 Einwohner (1. Jänner 2024).

## Geografie
Das an der Donau liegende Dorf mit Pfarrkirche und Schloss befindet sich schräg unterhalb von Spitz, das über eine Fähre erreichbar ist.

## Geschichte
Im Jahr 1822 wurde der Ort als Dorf mit einem Schloss und 9 Häusern genannt, das nach Mitterarnsdorf eingepfarrt war und die Kinder im Ort eingeschult wurden. Die Herrschaft Arnsdorf besaß die Ortsobrigkeit, übte die Landgerichtsbarkeit aus und besorgte die Konskription. Die Untertanen und Grundholde des Ortes gehörten den Herrschaften Arnsdorf und Aggstein. Laut Adressbuch von Österreich war im Jahr 1938 in Hofarnsdorf ein Fleischer mit Gastwirtschaft ansässig. Zudem betrieb die Forst- und Gutsverwaltung Hof-Arnsdorf eine Landwirtschaft.

## Sehenswürdigkeiten

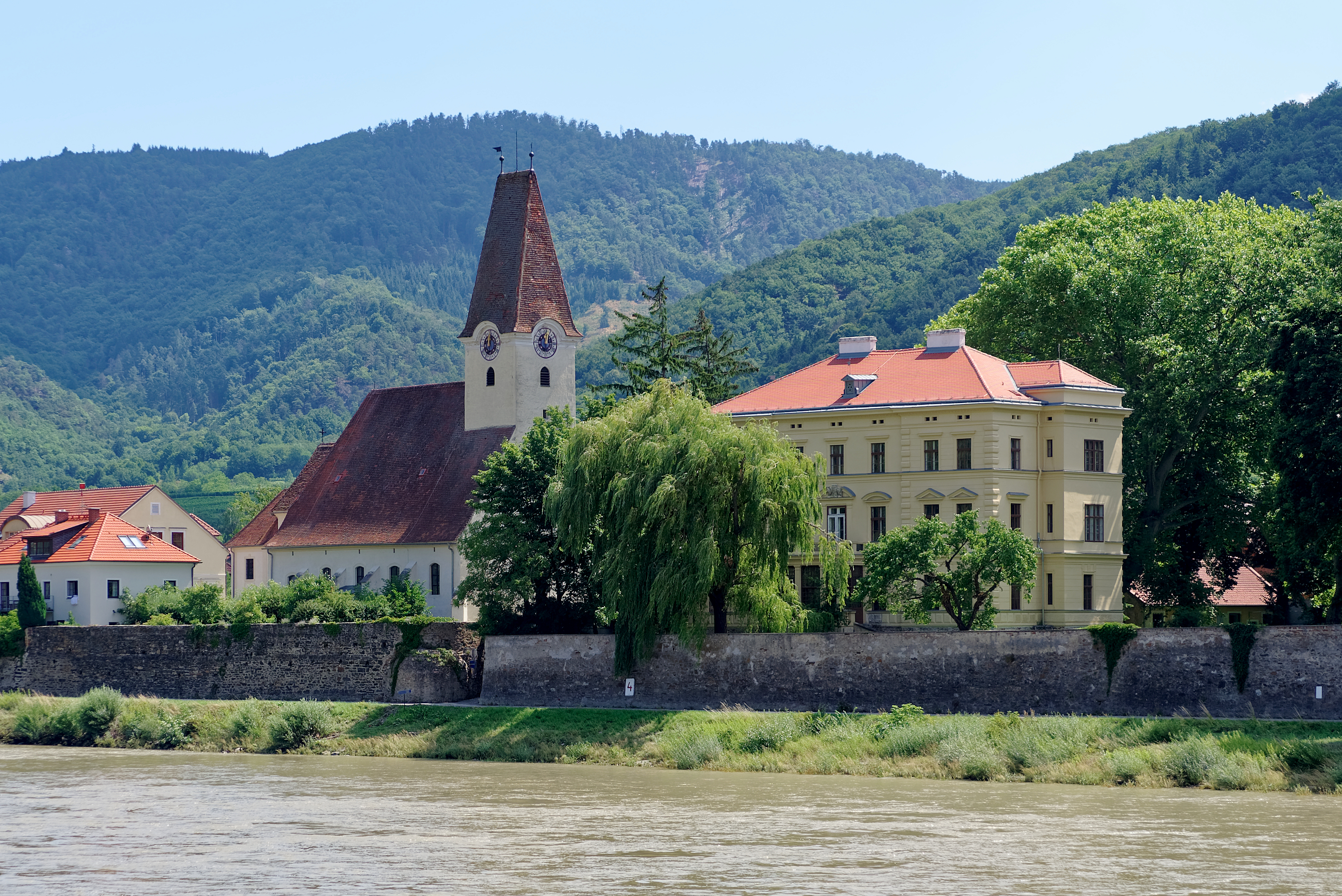
Pfarrkirche und Schloss Hofarnsdorf

- Schloss Hofarnsdorf, zweistöckiger Kastenbau, der zuletzt im 19. Jahrhundert umgestaltet wurde
- Pfarrkirche St. Rupert, spätgotische fünfjochige dreischiffige Staffelkirche